# Departamento San Martín (Mendoza)
Das Departamento San Martín liegt im nördlichen Zentrum der Provinz Mendoza im Westen Argentiniens und ist eine von 18 Verwaltungseinheiten der Provinz.
Es grenzt im Norden und Osten an das Departamento Lavalle, im Südosten an das Departamento Santa Rosa, im Süden an das Departamento Junín und im Westen an das Departamento Maipú. 
Die Hauptstadt des Departamento San Martín ist das gleichnamige San Martín.
Departamento und Hauptstadt sind nach General José de San Martín benannt, der die argentinischen Truppen in die Unabhängigkeit führte. 

## Bevölkerung
Nach Schätzungen des INDEC stieg die Einwohnerzahl von 108.448 Einwohnern (2001) auf 110.162 Einwohner im Jahre 2005.

## Distrikte
Das Departamento San Martín ist in folgende Distrikte aufgeteilt:
- Alto Salvador
- Alto Verde
- Buen Orden
- Chapanay
- Chivilcoy
- El Central
- El Divisadero
- El Espino
- El Ramblón
- Las Chimbas
- Montecaseros
- Nueva California
- Palmira
- San Martín